# Sevilla
Sevilla je glavni grad Andaluzije (Španjolska), te glavni grad istoimene provincije. Šire gradsko područje, uključujući satelitske gradove, ima 1.493.416 stanovnika (2009.) čime je tako četvrti grad po veličini u Španjolskoj.
Smjestio se na obalama Guadalquivira na prekrasnom položaju. Bio je to bogat i slavan grad već u doba arapske vladavine, a kasnije su iz njega kretali konkvistadori u osvajačke pohode i vraćali se donoseći prekooceansko blago. Danas je Sevilla sveučilišni grad i sjedište biskupije, te glavno trgovačko središte južne Španjolske. 
Sevilla obiluje umjetničkim blagom, pa je i zbog toga odredište mnogih turista. S graditeljskog stajališta gradski su spomenici mješavina različitih stilova: uz blistave spomenike arapske umjetnosti, kao što su Alcazar i zvonik Giralda, tu su i remek-dijela gotičke umjetnosti, a među njima i veličanstvena katedrala. Od 1987. uvršteni su na UNESCOv popis mjesta svjetske baštine u Europi.

## Povijest
Prema legendi, grad je osnovao grčki mitološki junak Heraklo, no prema istraživanjima zaključeno je kako je grad osnovan već u 8. st. pr. Kr. Feničani iz Kartage su ga kolonizirali, a 206. god. osvojio ga je i uništio rimski zapovjednik Scipion Stariji koji je započeo obnovu grada kojeg su zvali Hispalis, ali je i osnovao susjedni grad Italicu. Italica je danas najveći rimski arheološki lokalitet u Španjolskoj. Za vrijeme sukoba s Pompejem oko 45. god., Julije Cezar ju je utvrdio zidinama i prozvao Colonia Iulia Romana. U rimsko doba Sevilla je postala važnim
trgovištem eteričnim uljima.
Nakon pada Zapadnog Rimskog Carstva gradom su dominirali Vandali, a od 461. god. Vizigoti. Početkom 7. st. u Sevilli djeluje njen nadbiskup, Sveti Izidor Seviljski, koji snažno utječe na vizigotsku vladavinu. God. 712., osvojili su je Mauri koji su vladali iz Córdobe  i nazvali je Išbīliya (إشبيلية). God. 1023. Omejidi je proglašavaju prijestolnicom kalifata, a njen prvi emir, al-Mutamid, izgradio je prvu palaču 1091. god. Maurska arhitektura i urbanizam su odredili izgled grada i njihov utjecaj je još uvijek je prisutan.
God. 1145., zauzeli su je Almoravidi iz Afrike koji su je držali sve do rekonkviste Ferdinanda III. Kastiljskog koji je osvojio 1248. god. Nakon sedam mjeseci opsade on je protjerao sve maurske stanovnike.
Alfons X. Mudri je gradu dodijelio moto No madeja Do (Ona me nije napustila), koji se i danas nalazi na gradskom grbu i zastavi. Prva zloglasna inkvizicija je otvorena u Sevilli 1480. god.
Kristofor Kolumbo je 1492. god. zaplovio iz andaluzijske luke Huelve na putovanje koijm će otkriti Ameriku. Otkrićem Novog svijeta, Sevilla je doživjela neviđen razvoj jer je njena trgovačka komora (Casa de Contratacion) imala ekskluzivno pravo trgovine s Amerikama. Grad je u 17. stoljeću imao preko 150,000 stanovnika i bio je treći po veličini u Španjolskoj, dok mu kuga nije prepolovila broj stanovnika 1649. god. Moć mu je počela opadati kada se trgovina preselila u Cadiz 1717. god., što je zapečaćeno katastrofalnim potresom 1755. god.
Nakon što je rijeka Guadalquivir muljem zatrpala luku grad je zapao u gospodarsku krizu iz koje se oporavio tek industrijskim razvojem na prijelazu iz 19. u 20. st. Na prijelazu iz 1929. u 1930. god. u Sevilli je održana Španjolsko-Američka izložba, a 1992. god. Svjetska izložba (Expo) koja je ponovno oživjela grad. Grad je dobio podzemnu željeznicu u travnju 2009. godine.

## Znamenitosti
Zaštićeni spomenici svjetske baštine:
- Katedrala u Sevilli je građena od 1401. do 1519. godine, a njena veličina i četvrtasti tlocrt bili su diktirani tlocrtom džamije na kojemu je ona sagrađena.[1] Ona je među najvećim od svih srednjovjekovnih i gotičkih europskih katedrala, u smislu prostora i volumena. Unutra ima najduži brod u Španjolskoj, te je bogato uređena s velikom količinom zlata. Od svih stupova i drugih elemenata koje je katedrala iskoristila od džamije, najpoznatiji je minaret Giralda koji je pretvoren u zvonik. Na njegovom vrhu se nalazi kip, lokalno poznat kao El Giraldillo, koji predstavlja Vjeru. Unutrašnjost tornja ima rampe umjesto stepenica, kako bi se omogućilo mujezinu i drugima da se na konju popnu na vrh.
- Dvorac Alcázar preko puta katedrale, se razvio od gradske stare maurske palače. Njegova gradnja započela je 1181. ggodine i nastavila se više od 500 godina, uglavnom u stilu Mudéjar, ali i u renesansi. Njegovi vrtovi su spoj maurske, andaluzijske i kršćanske tradicije.

Ostale znamenitosti:
- Torre del Oro je sat-kula koju su izgradili Almohadi kao stražarnicu i obrambenu barijeru na rijeci. Lanac je protezan kroz vodu iz baze tornja kako bi se spriječilo plovila da uđu u riječnu luku.
- Gradska vijećnica, sagrađena je u 16. stoljeću u renesansnom pleterskom stilu, majstor graditelj Diego de Riaño. Fasadu prema Plaza Nueva je sagrađena u 19. stoljeća u neoklasičnom stilu.
- Sveučilište u Sevilli (osnovano 1505.) je smješteno u izvornom mjestu prve tvornice duhana u Europi, La Antigua Fábrica de duhani, ogromne zgrade u baroknom stilu iz 18. stoljeća; navodno inspiracija Bizetu za operu Carmen.
- Plaza de España, u Parku Marije Lujze (Parque de Maria Luisa, arhitekt Jean-Claude Nicolas Forestier) izgrađen je po projektu arhitekta Aníbala Gonzáleza za sajam Exposición Ibero-Americana 1929. god. To je izvanredan primjer regionalne arhitekture preporoda, bizarne i visoke mješavine različitih povijesnih stilova, kao što je Art Deco i Neo-Mudéjar, bogato ukrašena tipičnim glaziranim pločicama (majolika).

- Giralda
- Dvorište u Alcázaru
- Torre del Oro
- Gradska vijećnica
- Muzej tradicionalne umjetnosti
- Plaza de España
- Park Marije Lujze
- Sveučilište u Sevilli

## Slavni Seviljani
| - Rimski carevi Trajan i Hadrijan su rođeni u Italici - Avenzoar, arapski filozof iz 12. st. - Ibn Haldun, povjesničar i sociolog - Barokni slikari Diego Velázquez i Bartolomé Esteban Murillo | - Vicente Aleixandre, dobitnik Nobelove nagrade za književnost i ekonomist - Glumice Verónica Sánchez i Paz Vega - Nogometaši Sergio Ramos, Jesús Navas, Carlos Marchena i Antonio Puerta |

## Gradovi prijatelji
- Kansas City, SAD
- Columbus, SAD
- Angers, Francuska (2002.)

Sevilla ima i potpisan ugovor o suradnji s
- Krakov, Poljska

## Vanjske poveznice
- Sevilla 360º
- fotografije Seville